# Рапперсвіль (Берн)
Рапперсвіль (нім. Rapperswil BE) — громада  в Швейцарії в кантоні Берн, адміністративний округ Зееланд.

## Географія
Громада розташована на відстані близько 14 км на північ від Берна.
Рапперсвіль має площу 22,6 км², з яких на 8,1% дозволяється будівництво (житлове та будівництво доріг), 64,4% використовуються в сільськогосподарських цілях, 27,1% зайнято лісами, 0,4% не є продуктивними (річки, льодовики або гори).

## Демографія
2019 року в громаді мешкало 2560 осіб (+1,2% порівняно з 2010 роком), іноземців було 5,6%. Густота населення становила 113 осіб/км².
За віковим діапазоном населення розподілялося таким чином: 19,3% — особи молодші 20 років, 62,1% — особи у віці 20—64 років, 18,6% — особи у віці 65 років та старші. Було 1104 помешкань (у середньому 2,3 особи в помешканні).
Із загальної кількості 864 працюючих 217 було зайнятих в первинному секторі, 322 — в обробній промисловості, 325 — в галузі послуг.